# Bangalaia thomensis
Bangalaia thomensis är en skalbaggsart som beskrevs av Stefan von Breuning 1947. Bangalaia thomensis ingår i släktet Bangalaia och familjen långhorningar.
Artens utbredningsområde är São Tomé. Inga underarter finns listade.